# B. Martin Svensson
Bengt Martin Svensson, född 8 maj 1978 i Svedala, är en svensk tonsättare.
Svensson har förutom komposition studerat musikvetenskap och filmmusik vid Lunds universitet. 1998–2000 studerade han vid Gotlands Tonsättarskola för Sven-David Sandström, Per Mårtensson och Henrik Strindberg.
Hösten 2000 började Svensson på kompositionsutbildningen vid Musikhögskolan i Malmö. Under åren där studerade han komposition för Luca Francesconi, Rolf Martinsson, Kent Olofsson och Björn-Tryggve Johansson.
Svenssons verklista innehåller musik för soloinstrument, kammarmusik och orkester. Musik av Svensson har framförts på festivaler så som UNM, Nutida musikdagar, GAS-festivalen, Elektrisk helg, Stresa Music Festival, New Music in Newcastle med flera. Han har fått en rad utmärkelser och priser för sin musik, bland annat Sten Bromans tonsättarstipendium, Kungliga Musikaliska Akademien, Helge Ax:son Johnson och Stiftelsen Annik och Lars Leanders stipendium.
Sedan 2009 är Svensson en del av RoastingHouse Studio i Malmö där han är verksam som kompositör, arrangör, producent och inspelningstekniker. Som arrangör har han gjort ett flertal produktioner för J-pop- och K-pop-artister. Han har komponerat musiken till SM Entertainments företagslogga och skrivit musik till platinasäljande artister som Kumi Koda och SHINee samt skrivit arrangemangen till symfonirockbandet A.C.T:s skivor Silence och Circus Pandemonium.

## Verk

### Kammarmusik
- Bagatell för soloflöjt (1998)
- Reflets för altflöjt (1998)
- Flux för blåskvintett (1999)
- In Su för ensemble (1999–2000)
- Pavanne för solohorn (2000)
- Fyra dikter, en melodram för ensemble och recitatör till text av Magnus Bunnskog (2002)
- Escape för soloflöjt (2002–03)
- Fuge and Then Some för cembalo (2003)
- Interlude för altflöjt, ensemble och tape (2005)
- Strained för tenorblockflöjt, trombon och cello (2006)
- Bits & Pieces för kammarensemble (2008)
- Miniatures för charango och basflöjt (2010)

### Orkestermusik
- I den nya tiden (1999)
- Liquidations för blåsorkester (2000)
- Fanfare for the Uncommon Man för blåsorkester (2001)
- Följ mig! Simon & den uppståndne för blandad kör, solo tenor, solo bas, 2 slagverkare och orgel (2002)
- ...for Orchestra (2003)
- Reconstruction, konsert för flöjt och orkester (2004–05)
- Embryo (2006–07)

### EAM och blandad sättning
- Interactions för trumpet, slagverk, tape och elektronik (2002–03)
- Deliverance för tape (2004)
- Tre facce för tape (2005)
- Chained för tenorblockflöjt och tape (2008–09)

### Musik för stråkar
- Amelie (2000)
- Clockworks för 15 soloståkar (2003)

### Musikdramatik och filmmusik
- Making Stars, filmmusik (2005)
- Sälskinnet, kammaropera för sopran, alt, baryton, klarinett, slagverk och cello (2006)
- The Art of War Noise, hörspel för skådespelare, elgitarr, saxofon, slagverk och elektronik med manus av Annika Nyman och regi av Jörgen Dahlqvist (2010)

### Körverk
- Drömmen för blandad kör till text av Bruno K. Öijer (1998/2001)
- Agnus Dei för blandad kör (2000)
- Ave Maria för damkör (2004)
- Triumphum esse för blandad kör och orkester till text av Edith Södergran (2013)